# 2010年亞洲運動會田徑比賽
2010年亞洲運動會田徑比賽於11月21日至27日在广东奥林匹克体育中心舉行，马拉松比赛于大学城铁人三项赛场举行，由田赛、径赛、公路跑、竞走和越野跑组成，共產生47枚金牌。

## 獎牌統計
| 排名 | 国家／地区              | 金牌 | 银牌 | 铜牌 | 總數 |
| ---- | ----------------------- | ---- | ---- | ---- | ---- |
| 1    | 中国（CHN）             | 13   | 15   | 8    | 36   |
| 2    | 印度（IND）             | 5    | 2    | 4    | 11   |
| 3    | 巴林（BRN）             | 5    | 0    | 4    | 9    |
| 4    | 日本（JPN）             | 4    | 8    | 8    | 20   |
| 5    | （KAZ）                 | 4    | 4    | 3    | 11   |
| 6    | 韩国（KOR）             | 4    | 3    | 3    | 10   |
| 7    | （QAT）                 | 3    | 4    | 4    | 11   |
| 8    | 沙特阿拉伯（KSA）       | 3    | 2    | 3    | 8    |
| 9    | （UZB）                 | 2    | 3    | 3    | 8    |
| 10   | 伊朗（IRI）             | 2    | 2    | 1    | 5    |
| 11   | 泰国（THA）             | 1    | 0    | 2    | 3    |
| 12   | （TJK）                 | 1    | 0    | 0    | 1    |
| 13   | 越南（VIE）             | 0    | 3    | 2    | 5    |
| 14   | 中华台北（TPE）         | 0    | 1    | 1    | 2    |
| 15   | 伊拉克（IRQ）           | 0    | 1    | 0    | 1    |
| 16   | 阿曼（OMA）             | 0    | 0    | 1    | 1    |
| 16   | 朝鲜（PRK）             | 0    | 0    | 1    | 1    |
| 16   | 阿拉伯联合酋长国（UAE） | 0    | 0    | 1    | 1    |
| 總計 | 總計                    | 47   | 48   | 49   | 144  |

## 各項成績

### 男子
| 項目                | 金牌 | 金牌          | 银牌                                                    | 银牌          | 铜牌                                                                      | 铜牌          |
| 100米（詳細）       | 勞義（中国） | 10.24         | 亞西爾·巴勒蓋斯·納希裏（沙特阿拉伯）                    | 10.26         | 巴拉卡特·哈尔蒂（阿曼）                                                   | 10.28         |
| 200米（詳細）       | 費米·奧古諾德（）                                                                                                  | 20.43 (PB)    | 藤光谦司（日本）                                        | 20.74         | 奥马尔·朱马·萨勒法（阿拉伯联合酋长国）                                    | 20.83         |
| 400米（詳細）       | 費米·奧古諾德（）                                                                                                  | 45.12 (PB)    | 金丸佑三（日本）                                        | 45.32 (SB)    | 优素福·马斯拉希（沙特阿拉伯）                                             | 45.71         |
| 800米（詳細）       | 萨贾德·莫拉迪（伊朗）                                                                                              | 1:45.45       | 阿德南·蒙特法杰（印度）                                 | 1:45.88 (PB)  | 穆萨卜·阿卜杜勒-拉赫曼·巴拉（）                                           | 1:46.19 (PB)  |
| 1500米（詳細）      | 穆罕默德·奥斯曼·沙温（沙特阿拉伯）                                                                                 | 3:36.49       | 萨贾德·莫拉迪（伊朗）                                   | 3:37.09 (PB)  | 贝拉勒·曼苏尔·贝拉勒·阿里（巴林）                                         | 3:38.39       |
| 5000米（詳細）      | 马赫布卜·阿里·哈桑·马赫布卜（巴林）                                                                                | 13:47.86 (SB) | 詹姆斯·库瓦利亚·C·库鲁伊（）                            | 13:48.55      | 费利克斯·基克瓦勒·基布雷（）                                              | 13:49.31      |
| 10000米（詳細）     | 比利苏马·舒吉·杰拉萨（巴林）                                                                                       | 27:32.72 (PB) | 伊萨·伊斯梅尔·拉希德（）                                | 27:33.09 (SB) | 马赫布卜·阿里·哈桑·马赫布卜（巴林）                                       | 27:40.07 (SB) |
| 110米欄（詳細）     | 刘翔（中国） | 13.09 (SB)    | 史冬鵬（中国）                                          | 13.38 (SB)    | 朴泰硬（韩国）                                                            | 13.48 (PB)    |
| 400米欄（詳細）     | 约瑟夫·加纳帕蒂普拉卡尔·亚伯拉罕（印度）                                                                           | 49.96 (SB)    | 班达尔·叶海亚·H·沙拉希利（沙特阿拉伯）                  | 50.29         | 河北尚广（日本）                                                          | 50.37         |
| 3000米障礙（詳細）  | 塔里克·穆巴拉克·萨利姆·塔希尔（巴林）                                                                              | 8:25.89       | 萨米尔·卡迈勒·阿里（）                                  | 8:26.27       | 阿里·艾哈迈德·S·阿姆里（沙特阿拉伯）                                      | 8:30.96       |
| 4×100米接力（詳細） | 中国（CHN） · 陆斌 · 梁嘉鸿 · 苏炳添 · 劳义                                                                        | 38.78 (PB)    | 中华台北（TPE） · 王文堂 · 劉元凱 · 蔡孟霖 · 易纬镇     | 39.05         | 泰国（THA） · 蓬玛努·占根 · 瓦差拉·颂迪 · 集拉蓬·米那巴 · 西迪猜·素翁巴提 | 39.09 (SB)    |
| 4×400米接力（詳細） | 沙特阿拉伯（KSA） · 伊斯梅尔·穆罕默德·西比亚尼 · 穆罕默德·奥贝德·A·萨勒希 · 哈米德·哈姆丹·A·比希 · 优素福·马斯拉希 | 3:02.30 (PB)  | 日本（JPN） · 石冢佑辅 · 藤光谦司 · 广濑英行 · 金丸佑三 | 3:02.43 (SB)  | 中国（CHN） · 林洋 · 邓仕杰 · 常鹏本 · 刘孝生                             | 3:03.66 (PB)  |
| 馬拉松（詳細）      | 池永骏（韩国） | 2:11:11       | 北冈幸浩（日本）                                        | 2:12:46       | 穆巴拉克·哈桑·沙米（）                                                    | 2:12:53       |
| 20公里競走（詳細）  | 王浩（中国） | 1:20:50 (SB)  | 褚亞飛（中国）                                          | 1:21:57       | 金賢燮（韩国）                                                            | 1:22:47       |
| 50公里競走（詳細）  | 司天峰（中国） | 3:47:04 (SB)  | 李磊（中国）                                            | 3:47:34 (PB)  | 森冈纮一朗（日本）                                                        | 3:47:41 (PB)  |
| 跳高（詳細）        | 穆塔兹·伊萨·巴尔希姆（）                                                                                           | 2.27米        | 高张广海（日本）                                        | 2.23米 (PB)   | 拉希德-艾哈迈德·曼纳伊（） · 黄海强（中国） · 维塔利·齐库诺夫（）         | 2.19米        |
| 撐竿跳高（詳細）    | 楊雁盛（中国） | 5.50米        | 列昂尼德·安德烈耶夫（） · 金裕錫（韩国）                | 5.30米        | －                                                                        |               |
| 跳遠（詳細）        | 金德现（韩国） | 8.11米 (SB)   | 苏雄锋（中国）                                          | 8.05米        | 侯赛因·塔希尔·A·萨巴（沙特阿拉伯）                                        | 7.96米 (SB)   |
| 三級跳遠（詳細）    | 李延熙（中国） | 16.94米 (SB)  | 叶夫根尼·叶克托夫（）                                   | 16.86米 (SB)  | 曹硕（中国）                                                              | 16.84米       |
| 鉛球（詳細）        | 苏丹·阿布-马吉德·哈巴希（沙特阿拉伯）                                                                              | 20.57米 (SB)  | 张竣（中国）                                            | 19.59米       | 张铭煌（中华台北）                                                        | 19.48米       |
| 鐵餅（詳細）        | 伊赫桑·哈达迪（伊朗）                                                                                              | 67.99米       | 艾哈迈德·穆罕默德·齐卜（）                              | 64.56米 (PB)  | 穆罕默德·萨米米（伊朗）                                                   | 63.46米       |
| 鏈球（詳細）        | 迪尔绍德·纳扎罗夫（）                                                                                              | 76.44米       | 卡韦赫·穆萨维（伊朗）                                   | 68.90米       | 土井宏昭（日本）                                                          | 68.72米       |
| 標槍（詳細）        | 村上幸史（日本）                                                                                                   | 83.15米 (PB)  | 朴财明（韩国）                                          | 79.92米       | 里纳特·塔尔祖曼诺夫（）                                                   | 79.65米       |
| 十項全能（詳細）    | 德米特里·卡尔波夫（）                                                                                              | 8026分        | 金建佑（韩国）                                          | 7808分        | 武文玄（越南）                                                            | 7755分        |

### 女子
| 項目                | 金牌                                                                           | 金牌          | 银牌                                                                                    | 银牌          | 铜牌                                                      | 铜牌          |
| 100米（詳細）       | 福島千里（日本）                                                               | 11.33         | 古澤爾·胡比耶娃（）                                                                     | 11.34 (SB)    | 武氏香（越南）                                            | 11.43         |
| 200米（詳細）       | 福島千里（日本）                                                               | 23.62         | 武氏香（越南）                                                                          | 23.74         | 古澤爾·胡比耶娃（）                                       | 23.87         |
| 400米（詳細）       | 奧莉加·捷列什科娃（）                                                          | 51.97 (SB)    | 千葉麻美（日本）                                                                        | 52.68         | 瑪麗娜·馬斯利翁科（）                                     | 52.70         |
| 800米（詳細）       | 玛加丽塔·马茨科（）                                                            | 2:00.29 (PB)  | 张清恒（越南）                                                                          | 2:00.91 (PB)  | 廷图·卢卡（印度）                                         | 2:01.36       |
| 1500米（詳細）      | 瑪麗·尤索夫·賈馬爾（巴林）                                                     | 4:08.22       | 张清恒（越南）                                                                          | 4:09.58 (PB)  | 米米·贝利特·加布雷-乔治（巴林）                           | 4:10.42       |
| 5000米（詳細）      | 米米·贝利特·加布雷-乔治（巴林）                                                | 15:15.59 (PB) | 普里贾·斯里达兰（印度）                                                                 | 15:15.89 (PB) | 卡维塔·劳特（印度）                                       | 15:16.54 (PB) |
| 10000米（詳細）     | 普裏賈·斯裏達蘭（印度）                                                        | 31:50.47 (PB) | 卡維塔·勞特（印度）                                                                     | 31:51.44 (PB) | 希塔娅·埃希特·哈布特-賈布裏勒（巴林）                     | 31:53.27 (PB) |
| 100米跨欄（詳細）   | 李莲京（韩国）                                                                 | 13.23         | 纳塔利娅·伊沃宁斯卡娅（）                                                               | 13.24         | 孙雅薇（中国）                                            | 13.27         |
| 400米跨欄（詳細）   | 阿什维尼·奇达南达·阿昆吉（印度）                                               | 56.15 (PB)    | 王星（中国）                                                                            | 56.76         | 久保仓里美（日本）                                        | 56.83         |
| 3000米障礙（詳細）  | 蘇達·辛格（印度）                                                              | 9:55.67 (PB)  | 金源（中国）                                                                            | 9:55.71       | 早狩實紀（日本）                                          | 10:01.25      |
| 4×100米接力（詳細） | 泰国（THA） · 帕颂·乍素宁功 · 尼拉努·功迪 · 拉帕沙邦·达翁差伦 · 农努·讪叻      | 44.09         | 中国（CHN） · 陶宇佳 · 梁秋萍 · 蒋兰 · 叶佳贝                                           | 44.22 (SB)    | 日本（JPN） · 渡边真弓 · 高桥萌木子 · 佐野梦加 · 福岛千里 | 44.41 (SB)    |
| 4×400米接力（詳細） | 印度（IND） · 曼吉特·考尔 · 西尼·乔斯 · 阿什维尼·奇达南达·阿昆吉 · 曼迪普·考尔 | 3:29.02       | （KAZ） · 玛丽娜·马斯利翁科 · 维多利亚·亚洛夫采娃 · 玛加丽塔·马茨科 · 奥莉加·捷列什科娃 | 3:30.03 (PB)  | 中国（CHN） · 郑智慧 · 汤晓茵 · 陈琳 · 陈静文             | 3:30.89 (SB)  |
| 馬拉松（詳細）      | 周春秀（中国）                                                                 | 2:25:00 (SB)  | 朱晓琳（中国）                                                                          | 2:26:35 (SB)  | 金琴玉（朝鲜）                                            | 2:27:06       |
| 20公里競走（詳細）  | 刘虹（中国）                                                                   | 1:30:06 (SB)  | 渕濑真寿美（日本）                                                                      | 1:30:34       | 李燕飞（中国）                                            | 1:32:34       |
| 跳高（詳細）        | 斯韦特兰娜·拉济维尔（）                                                        | 1.95米 (PB)   | 纳季娅·杜萨诺娃（）                                                                     | 1.93米        | 安娜·乌斯季诺娃（）                                       | 1.90米        |
| 撐竿跳高（詳細）    | 李彩霞（中国）                                                                 | 4.30米        | 李玲（中国）                                                                            | 4.30米        | 我孙子智美（日本）                                        | 4.15米        |
| 跳遠（詳細）        | 郑惠琳（韩国）                                                                 | 6.53米 (SB)   | 奥莉加·雷帕科娃（）                                                                     | 6.50米 (SB)   | 尤利娅·塔拉索娃（）                                       | 6.49米        |
| 三級跳遠（詳細）    | 奥莉加·雷帕科娃（）                                                            | 14.78米       | 谢荔梅（中国）                                                                          | 14.18米       | 提迪玛·孟占（泰国）                                       | 13.85米       |
| 鉛球（詳細）        | 李玲（中国）                                                                   | 19.94米       | 鞏立姣（中国）                                                                          | 19.67米       | 李美映（韩国）                                            | 17.51米       |
| 鐵餅（詳細）        | 李艳凤（中国）                                                                 | 66.18米 (SB)  | 宋爱民（中国）                                                                          | 64.04米 (SB)  | 克里希纳·普尼亚（印度）                                   | 61.94米       |
| 鏈球（詳細）        | 張文秀（中国）                                                                 | 72.84米       | 王崢（中国）                                                                            | 68.17米       | 室伏由佳（日本）                                          | 62.94米       |
| 標槍（詳細）        | 海老原有希（日本）                                                             | 61.56米 (PB)  | 薛娟（中国）                                                                            | 58.72米       | 李玲蔚（中国）                                            | 57.51米       |
| 七項全能（詳細）    | 尤利娅·塔拉索娃（）                                                            | 5783分        | 中田有纪（日本）                                                                        | 5606分        | 普拉米拉·加纳帕蒂·古丹达（印度）                          | 5415分        |

## 外部連結
- 田徑 第16届亚洲运动会官方网站（页面存档备份，存于）